# Eulamprus
Eulamprus — рід сцинкоподібних ящірок родини сцинкових (Scincidae). Представники цього роду є ендеміками Австралії.

## Види
Рід Eulamprus нараховує 5 видів:
- Eulamprus heatwolei Wells & Wellington, 1983
- Eulamprus kosciuskoi (Kinghorn, 1932)
- Eulamprus leuraensis Wells & Wellington, 1983
- Eulamprus quoyii (A.M.C. Duméril & Bibron, 1839)
- Eulamprus tympanum (Lönnberg & Andersson, 1915)

## Етимологія
Наукова назва роду Eulamprus походить від слова дав.-гр. ευλαμπης — яскраво сяючий.